# 加佐ノ岬

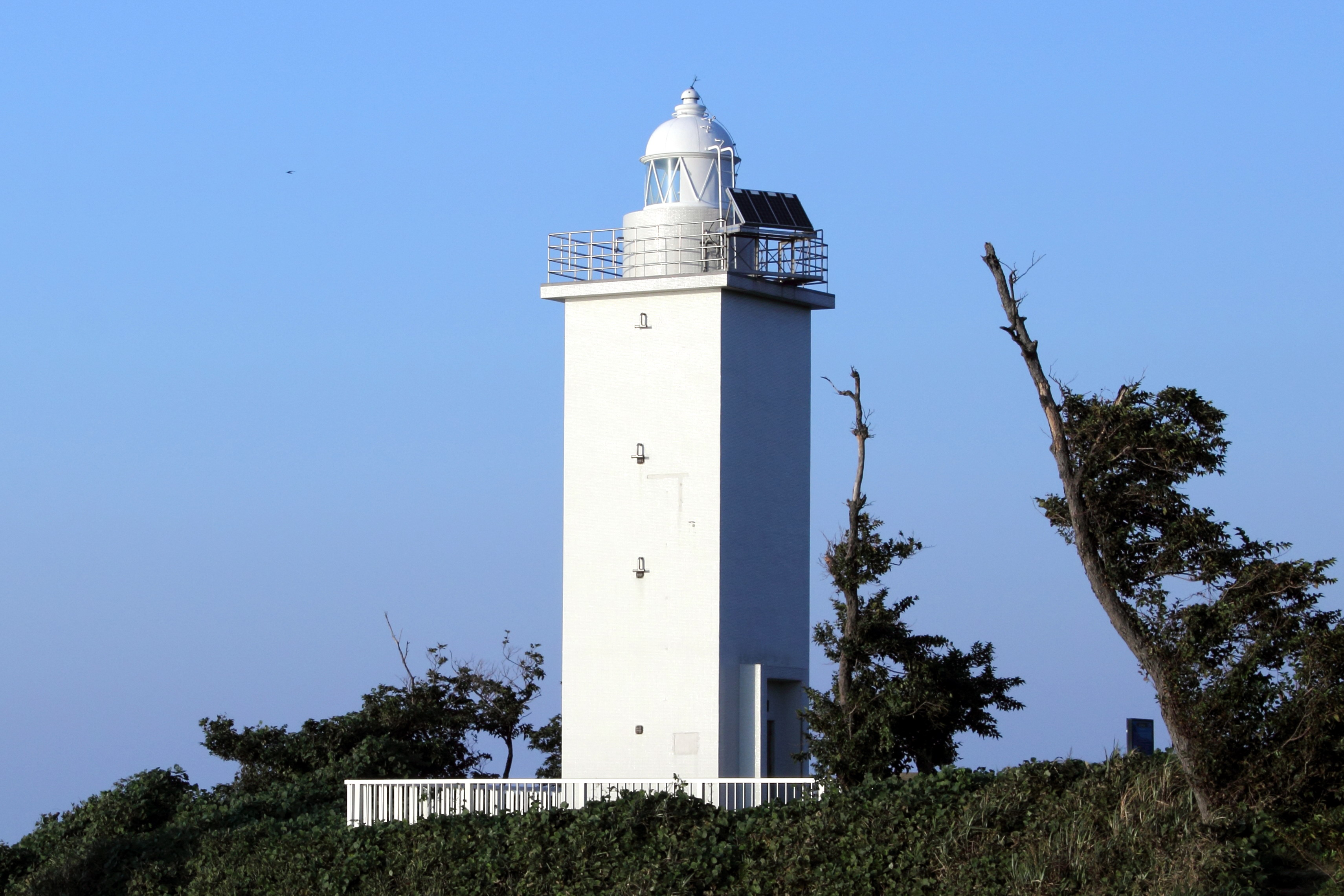
加佐岬灯台

加佐ノ岬（かさのみさき）は、石川県加賀市橋立町にある、日本海に面した岬である。加佐の岬、加佐岬とも表記される。

## 地理
橋立町の集落の西方、橋立丘陵の北西端にあたる。日本海に突出した高さ30m程の断崖で、越前加賀海岸国定公園の景勝地の一つである。岬の突端には白亜の「加佐岬灯台」が建ち、能登半島や福井県坂井市の雄島が遠望できる。周辺にはハナショウブやエビネが自生し、クロマツを中心とした自然休養林が広がる。ここから西の片野町にかけては、約4.5Kmの遊歩道が整備されている。

## 地質
新生代新第三紀鮮新世に形成された、加佐ノ岬砂岩層と呼ばれる地層からなる。凝灰岩に粒の粗い砂岩が堆積し、海岸浸食をうけ奇観を呈する。ここから片野町にかけての海岸は断崖が続き、奥行50mの「お夏の岩洞」をはじめとする海蝕洞が発達する。周辺の海には大小の小島がある。